# Gobierno de Costa Rica
El Gobierno de Costa Rica, también denominado Gobierno de la República de Costa Rica, es el órgano constitucional que encabeza el poder ejecutivo de la República de Costa Rica. Según la Constitución Costarricense, sus funciones son: dirigir la política interior y exterior, ejercer el mando supremo de la fuerza pública así como ejercer la función ejecutiva y la potestad reglamentaria de acuerdo con la Constitución y las leyes.

## Composición y formación
Artículos principales: Presidente de Costa Rica, Vicepresidentes de Costa Rica, Ministerio de la Presidencia, Consejo de Gobierno de Costa Rica y Anexo:Gobernantes de Costa Rica.
Presidente de la República 
El Presidente es el Jefe de Estado y de Gobierno. Es elegido por sufragio popular directo para un periodo de cuatro años. Entre sus responsabilidades están dirigir la política interior y exterior, presidir el Consejo de Gobierno, velar por la conservación del orden público y nombrar a los Ministros de su gabinete.
De acuerdo al artículo 139 de la Constitución, para ser Presidente se requiere ser costarricense por nacimiento o por naturalización, con diez años de residencia en el país, después de haber obtenido la nacionalidad y ser mayor de treinta años.
El Presidente actual (desde 2022) es Rodrigo Chaves Robles del partido Progreso Social Democrático.
Vicepresidentes

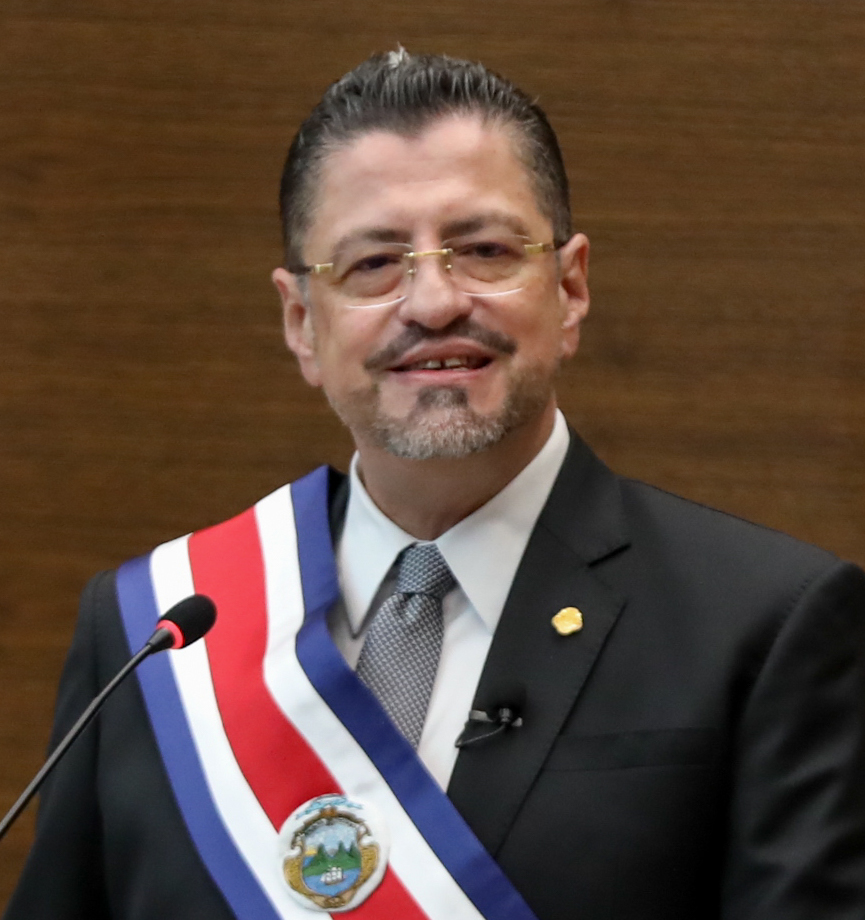
Rodrigo Chaves Robles, actual Presidente de la República de Costa Rica

En Costa Rica, existen dos Vicepresidentes, que tienen como función principal la de sustituir al Presidente en casos de ausencia temporal o definitiva. Son electos junto con el presidente por el mismo periodo y al igual que este, no pueden ser removidos de su cargo.
Actualmente (desde 2022) los vicepresidentes son Stephan Brunner Neibig y Mary Munive Angermüller quienes ostentan la primera y la segunda vicepresidencia respectivamente y fueron electos por el partido Progreso Social Democrático.

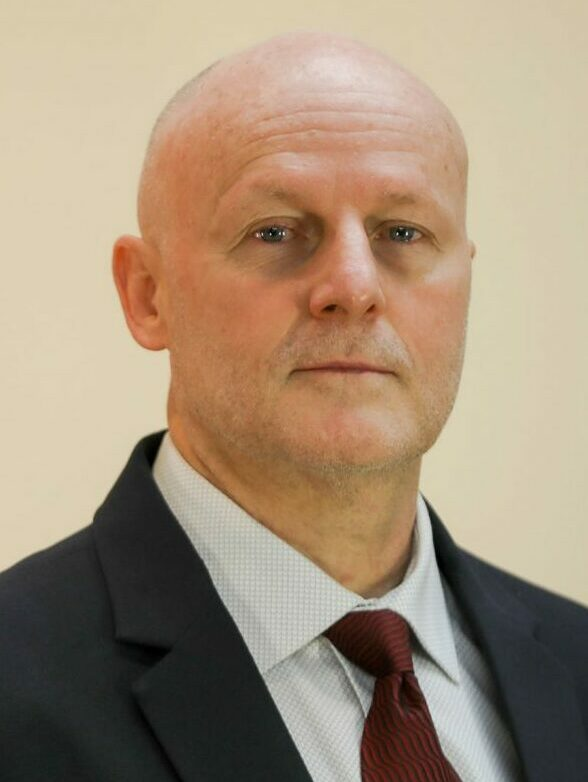
Stephan Brunner Neibig
(64 años)
Primer Vicepresidente
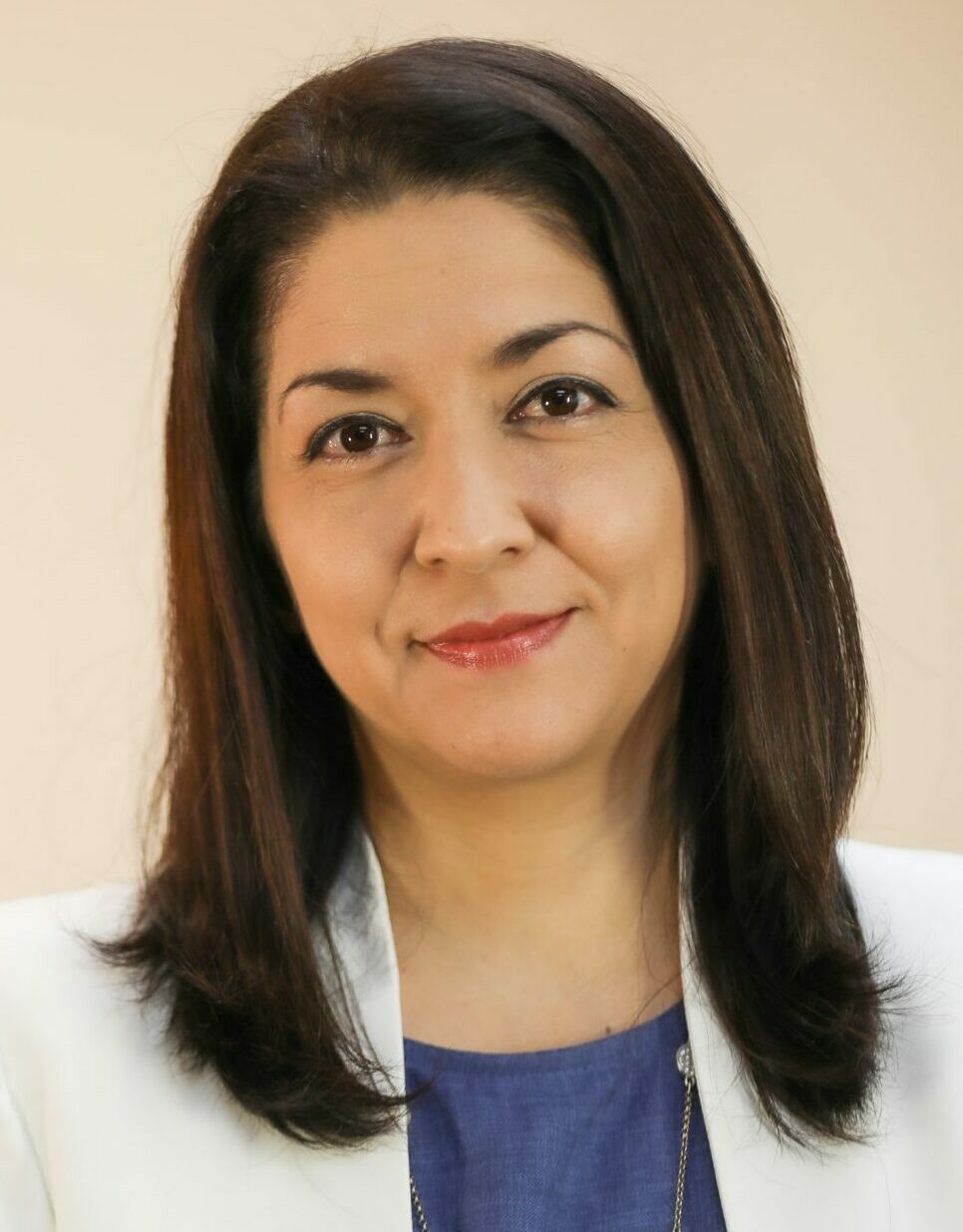
Mary Munive Angermüller (44 años) Segunda Vicepresidenta

Ministerio de la Presidencia
El Ministerio de la Presidencia es el ministerio encargado de brindar soporte político, técnico y administrativo a la Presidencia de la República, como facilitador de la coordinación de políticas públicas y acuerdos con los otros Poderes del Estado, entes públicos y actores de la sociedad civil. Comparte sede con la Presidencia de la República y usualmente mantiene un rol de portavoz del Gobierno. Su función se asemeja a la de un Primer Ministro, no obstante tiene atribuciones inferiores a este, esto debido a la vocación presidencialista del Estado costarricense. 
Al igual que el resto de los ministerios, es designado a voluntad por el presidente de la República. Su actual titular es Laura Fernández Delgado.

### Consejo de Gobierno
El Consejo de Gobierno es el órgano político superior y el colaborador inmediato del Presidente de la República en el Gobierno de Costa Rica. Está presidido por el Presidente de la República y está integrado por los vicepresidentes y ministros de gobierno nombrados.
El Consejo de Gobierno tiene las siguientes funciones y potestades principales:
- Asesorar al Presidente de la República en la toma de decisiones sobre políticas públicas y asuntos de gobierno.
- Coordinar y dar seguimiento a las políticas públicas, planes y proyectos del Poder Ejecutivo.
- Aprobar los proyectos de ley que el Poder Ejecutivo envía a la Asamblea Legislativa.
- Aprobar los decretos ejecutivos dictados por el presidente de la República.
- Resolver consultas que por ley deban ser elevadas a su conocimiento.
- Conocer en alzada los recursos administrativos que se eleven ante él.
- Aprobar los reglamentos autónomos de organización y servicio de los ministerios.
- Nombrar a los jerarcas de las instituciones descentralizadas a propuesta del ministro respectivo.
- Autorizar la contratación de empréstitos voluntarios al Poder Ejecutivo.
- Ejercer cualquier otra función que le encomiende la Constitución o las leyes.

Ministerios
Los Ministerios son los encargados de dirigir los ramos de la administración pública. Cada Ministerio está a cargo de un Ministro, que es nombrado y removido libremente por el presidente, mediante acuerdo del Consejo de Gobierno. Al 2023 existen los siguientes Ministerios:
- Ministerio de Obras Públicas y Transportes (MOPT)
- Ministerio de Comercio Exterior (COMEX)
- Ministerio de Agricultura y Ganadería (MAG)
- Ministerio de Economía, Industria y Comercio (MEIC)
- Ministerio de Ciencia, Tecnología y Telecomunicaciones (MICITT)
- Ministerio de Salud
- Ministerio de Trabajo y Seguridad Social (MTSS)
- Ministerio de la Presidencia
- Ministerio de Hacienda
- Ministerio de Educación Pública (MEP)
- Ministerio de Planificación Nacional y Política Económica (MIDEPLAN)
- Ministerio de Ambiente y Energía (MINAE)
- Ministerio del Deporte y la Recreación (ICODER)
- Ministerio de Vivienda y Asentamientos Humanos (MIVAH)
- Ministerio de Relaciones Exteriores y Culto
- Ministerio de Cultura y Juventud (MCJ)
- Ministerio de Justicia y Paz (MJP)
- Ministerio de Seguridad Pública (MSP)

Presupuesto
El presupuesto de la República es elaborado por el Poder Ejecutivo, a través del Ministerio de Hacienda, de forma ordinaria una vez al año y de forma extraordinaria cuando se considerase necesario. Su presentación se realiza mediante proyecto de ley y está sujeto a la aprobación de dos tercios de la Asamblea Legislativa. Para el año 2023 se propuso un presupuesto de 12.266.816,9 millones de colones.

## Separación de Poderes
Los cargos del Gobierno de la República son incompatibles con el desarrollo de ambiciones electorales y con los puestos de otros poderes de la República, a excepción del caso de los Diputados, quienes pueden ejercer como Ministros de Gobierno sin perder acceso a su curul.
Según la Constitución Política, el Presidente de la República; así como los miembros de su gobierno, tienen prohibido la realización de cualquier tipo de proselitismo político. Asimismo, en caso de que un miembro del Gobierno de la República quisiera aspirar a un puesto de elección popular, tiene la obligación de renunciar antes de los 12 meses previos a la realización de una elección.